# جان اف. کندی
جان فیتزجرالد کِنِدی (انگلیسی: John Fitzgerald Kennedy؛ ۲۹ مهٔ ۱۹۱۷ – ۲۲ نوامبر ۱۹۶۳) سیاست‌مدار آمریکایی بود که از سال ۱۹۶۱ تا زمان به قتل رسیدنش در ۱۹۶۳ به عنوان سی و پنجمین رئیس‌جمهور ایالات متحده آمریکا فعالیت می‌کرد. کندی هنگام آغاز ریاست‌جمهوری خود ۴۳ سال داشت و از این رو جوان‌ترین رئیس‌جمهور تاریخ ایالات متحده به حساب می‌آید. دوران ریاست جمهوری او با اوج جنگ سرد مصادف بود و عمده فعالیت‌های دولتش حول روابط با شوروی و کوبا متمرکز بود. پیش از ریاست‌جمهوری، کندی به عنوان یک دموکرات نمایندگی ماساچوست را در کنگره و سنا بر عهده داشت.
او در خانواده کندی در بروکلاین، ماساچوست به دنیا آمد و در سال ۱۹۴۰ از دانشگاه هاروارد فارغ‌التحصیل شد. یک سال بعد، به عضویت هنگ رزرو نیروی دریایی ایالات متحده درآمد و فرماندهی مجموعه‌ای از گشت‌زنی‌های دریایی را در جبهه اقیانوس آرام در جنگ جهانی دوم برعهده داشت. کندی برای نجات جان خود و ملوان‌های تحت امرش در سانحه غرق شدن یکی از قایق‌های تندرو مدال نیروی دریایی ایالات متحده را گرفت. پس از مدت کوتاهی روزنامه‌نگاری، در فاصله ۱۹۴۷ تا ۱۹۵۳ نماینده یکی از نواحی ماساچوست در کنگره بود. متعاقب آن، در سال‌های ۱۹۵۳ تا ۱۹۶۰ به نمایندگی ایالت ماساچوست در مجلس سنا برگزیده شد. در مدت حضورش در سنا، کتاب «روایت‌های شجاعت» را از مشاهداتش در جنگ منتشر نمود که برنده جایزه پولیتزر در سال ۱۹۶۰ شد. در انتخابات ریاست‌جمهوری ۱۹۶۰، با فاصلهٔ اندکی بر رقیب جمهوری‌خواهش ریچارد نیکسون پیروز شد. جوانی و شوخ‌طبعی کندی در کنار ثروت و روابط پدرش کمک بسیاری به وی در کارزار انتخاباتیش کردند.
دولت کندی، درگیر تنش‌های بسیاری با کشورهای کمونیست بود. به همین علت، او تعداد نیروهای نظامی ایالات متحده را در ویتنام جنوبی افزایش داد. برنامه دهکده استراتژیک در ویتنام از دوران او آغاز شد. آوریل ۱۹۶۱، کندی فرمان اجرای عملیاتی برای براندازی دولت فیدل کاسترو در کوبا را داد که به شکست در اشغال خلیج خوک‌ها انجامید.
نوامبر همان سال، دستور عملیات مونگوس برای هدف قراردادن و حذف کمونیست‌ها از قدرت را در کوبا صادر کرد. کندی طرح عملیات نورت‌وودز را برای اجرا در مارس ۱۹۶۲ رد نمود اما دولتش به برنامه‌ریزی عملیات اشغال کوبا برای تابستان ۱۹۶۲ ادامه داد. اکتبر آن سال، هواپیماهای جاسوسی ایالات متحده استقرار پایگاه موشکی شوروی را در خاک کوبا کشف کردند. این کشف، منجر به شروع دورانی از تنش شدید میان ایالات متحده و شوروی گردید که به بحران موشکی کوبا معروف است و تا مرز وقوع یک درگیری اتمی پیش رفت. او همچنین در اکتبر ۱۹۶۳ نخستین پیمان سلاح اتمی را با شوروی امضا کرد. کندی، بر تأسیس نیروهای صلح و اتحاد برای پیشرفت در آمریکای لاتین مدیریت کرد و برنامه آپولو را با هدف فرو آوردن نخستین انسان بر ماه تا پیش از ۱۹۷۰، ادامه داد. او همچنین از جنبش حقوق مدنی آمریکا حمایت نمود، اما تنها تا حدی موفق به پیشبرد طرح افق‌های نو در سیاست داخلی شد.
در ۲۲ نوامبر ۱۹۶۳، کندی در دالاس ترور شد. معاونش، لیندون بی. جانسون بلافاصله برای ریاست‌جمهوری سوگند خورد. لی هاروی اسوالد، تفنگدار دریایی سابق، به اتهام ترور دستگیر شد اما دو روز بعد توسط جک روبی به ضرب گلوله کشته شد. اف‌بی‌آی و کمیسیون وارن هر دو به این نتیجه رسیدند که اسوالد به تنهایی اقدام به ترور کرده بود. پس از مرگ کندی، کنگره بسیاری از طرح‌های کندی نظیر لایحه حقوق مدنی ۱۹۶۴ و لایحهٔ درآمد ۱۹۶۴ را تصویب نمود. با وجود ریاست جمهوری نیمه تمامش، کندی در اغلب نظرسنجی‌ها از مورخان و مردم جزء بهترین روسای جمهوری ایالات متحده انتخاب می‌گردد. زندگی شخصی‌اش از جمله بیماری‌های مزمن و روابط خارج از ازدواج او که در دهه ۱۹۷۰ عمومی شد، نیز محل توجه گسترده بوده‌است.

## تولد، کودکی و تحصیلات اولیه

خانه جان اِف کِنِدی در بروکلاین، ماساچوست

جان فیتزجرالد کِنِدی در ۲۹ مهٔ ۱۹۱۷ در بروکلاین از ایالت ماساچوست به دنیا آمد. والدین او جوزف پی. کندی و رز فیتزجرالد بودند. بعدها فاش شد کندی در جوانی از یک بیماری کمیاب به نام «آدیسون» رنج می‌برده‌است. این بیماری و دیگر بیماری‌های او در زمان زندگی‌اش از عموم پنهان نگاه داشته می‌شد. کندی در یکی از مهم‌ترین مدارس آمریکا، مدرسهٔ «چوآته» در کانکتیکات، تحصیلاتش را انجام داد و در سال ۱۹۳۵ فارغ‌التحصیل شد. قبل از ثبت نام در کالج او یک سال را در لندن و در «مدرسهٔ اقتصاد لندن» دوره‌ای در اقتصاد سیاسی زیر نظر «هارولد لاسکی» گذراند. در پاییز ۱۹۳۵ او به دانشگاه پرینستون رفت اما به علت بیماری یرقان مجبور به ترک آنجا شد. پاییز سال بعد او به کالج هاروارد رفت. او در خلال مدتی که در هاروارد درس می‌خواند دو بار به اروپا و بریتانیا رفت. در این مدت پدر او سفیر آمریکا در بریتانیای کبیر بود. در ۱۹۳۸، کندی پایان‌نامهٔ خود تحت عنوان «چرا انگلستان خوابید؟» را نوشت. این اثر در مورد نقش انگلستان در توافق‌نامه مونیخ بود. او در ژوئن ۱۹۴۰ با نشان «کام لائود» و لیسانس مسائل بین‌الملل از هاروارد فارغ‌التحصیل شد. در همین سال پایان‌نامهٔ او به عنوان کتاب انتشار یافت و از پرفروش‌ترین کتاب‌های سال شد.

## خدمت نظامی

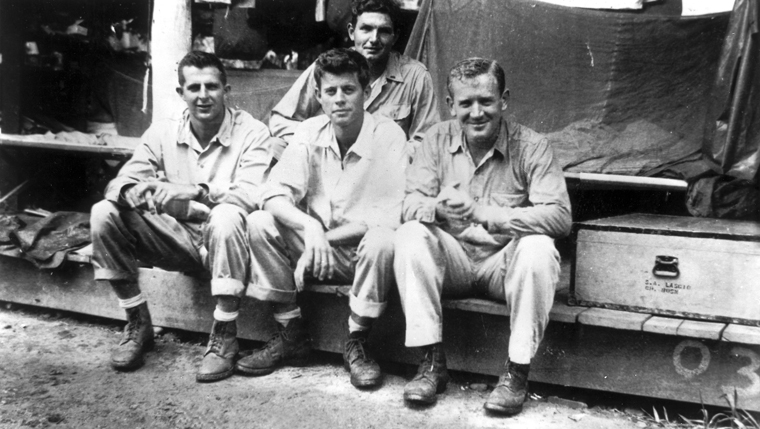
کندی (نشسته در وسط) در سال ۱۹۴۳

در بهار ۱۹۴۱، کندی برای ارتش آمریکا داوطلب شد، اما تقاضای او به علت مشکلات پزشکی‌اش رد شد؛ اما در سپتامبر همان سال او در نیروی دریایی آمریکا استخدام شد. این استخدام به این علت ممکن شد که کندی از نفوذ مدیر «او ان آی» (دفتر اطلاعات نیروی دریایی) که زمانی کارمند جوزف کندی در سفارت بود، استفاده کرد. او در این دوران با درجهٔ سربازی (درجهٔ انساین) در دفتری خدمت می‌کرد که کارش تهیهٔ بولتن و اطلاعات برای دبیرخانهٔ نیروی دریایی بود. در همین زمان بود که پرل هاربر مورد حمله قرار گرفته. همچنین در همین دوران بود که کندی رابطهٔ عاشقانه‌ای را با «اینگا آرواد»، جاسوس نازی، آغاز کرد. گرچه این رابطه مدتی بعد و پس از انتقال کندی به دفتر «او ان آی» در کارولینای جنوبی پایان یافت.
کندی ابتدا دوره‌هایی در مدرسهٔ آموزشی دفترداران ذخیرهٔ نیروی دریایی و مرکز آموزشی اسکادران قایق‌های «پی تی» گذراند و پس از آن به پاناما و جبههٔ اقیانوس آرام در جنگ اعزام شد. او در جبههٔ اقیانوس آرام در چندین نبرد شرکت کرد، به درجهٔ ستوانی رسید و فرماندهی یک قایق پی تی را در دست داشت.
در ۲ اوت ۱۹۴۳ قایق کندی، پی‌تی ۱۰۹، در نزدیکی‌های نیو جورجیا (نزدیکی جزایر سلیمان) مشغول انجام عملیاتی نظامی بود که توسط یک ناو ژاپنی نابود شد. در این حادثه پشت کندی که از قبل نیز دچار مشکلاتی بود بیشتر مصدوم شد. با این حال و با همین پشت آسیب‌دیده کندی یک مرد زخمی دیگر را نیز به دوش کشید و سه مایل در اقیانوس شنا کرد تا به جزیره‌ای برسد. به خاطر این اقدام او مدال نیروی دریایی را دریافت کرد.
او در زمان خدمت در جنگ جهانی دوم همچنین نشان‌های «قلب ارغوانی»، «مدال کمپین آسیا-اقیانوس آرام» و «مدال پیروزی جنگ جهانی دوم» را کسب کرد. او در اوایل سال ۱۹۴۵، چند ماه پیش از تسلیم ژاپن از خدمت مرخص شد.
سال‌ها بعد در مه ۲۰۰۲ در یک سفر اکتشافی در جزایر سلیمان بقایای کشتی پی‌تی ۱۰۹ یافت شد.

## آغاز فعالیت سیاسی

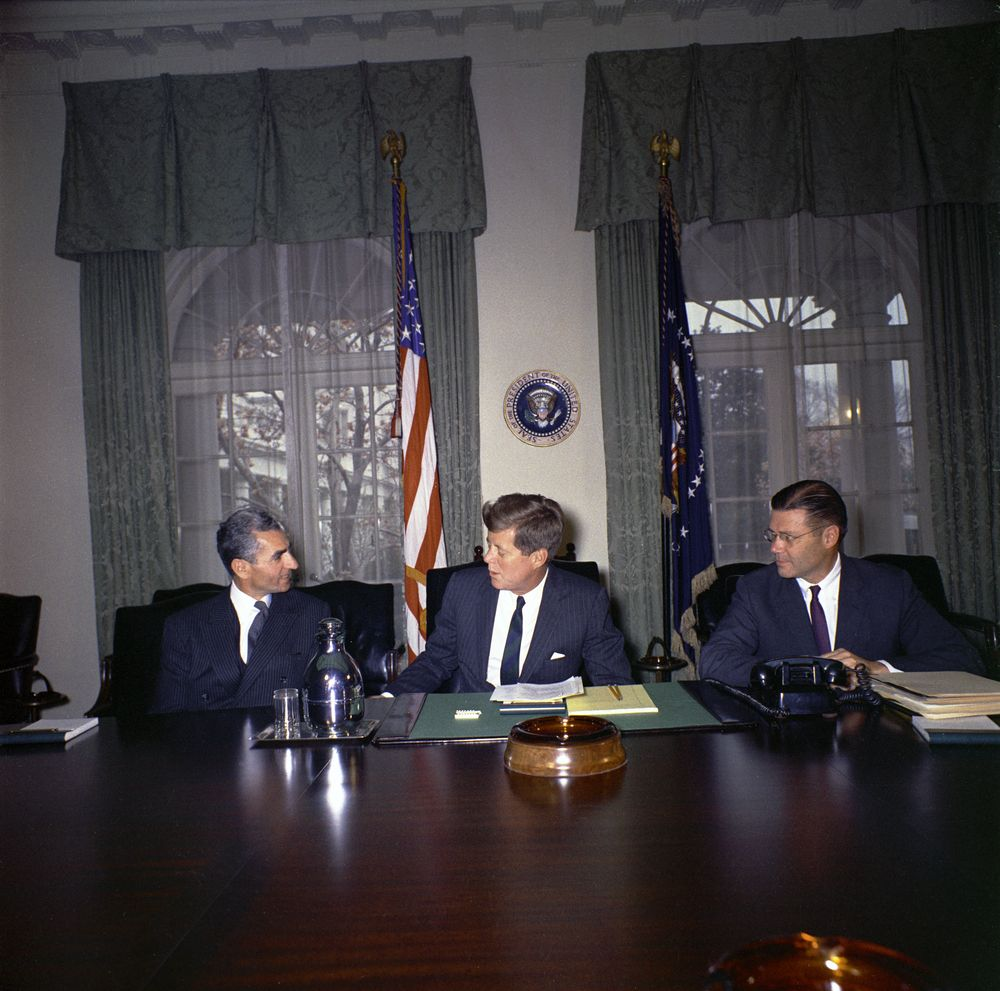
از راست به چپ: رابرت مک‌نامارا (وزیر دفاع وقت آمریکا)، کندی و محمدرضا پهلوی، کاخ سفید، ۱۹۶۲

پس از جنگ جهانی دوم کندی وارد جهان سیاست شد. این تا حدودی به علت پر کردن جای خالی برادرش، «جوزف پ. کندی پسر» بود که علی‌رغم امیدهای زیادی که خانواده به او بسته بود، در جنگ کشته شد. در ۱۹۴۶، «جیمز مایکل کورلی» نمایندهٔ مجلس منطقه‌ای که کندی در آن زندگی می‌کرد و جوی شدیداً طرفدار حزب دموکرات داشت، شهردار بوستون شد و از نمایندگی استعفا داد. کندی خود را کاندید مجلس کرد و با اختلاف زیادی رقیبش از حزب جمهوری‌خواه را مغلوب کرد. کندی دو بار دیگر نیز انتخاب شد اما در این مدت با رهبری حزب دموکرات و هری ترومن اختلافاتی داشت.
کندی در ۱۲ سپتامبر ۱۹۵۳ با «ژاکلین لی بویر» ازدواج کرد. او در دو سال اول ازدواجش عمل‌های نخاعی بسیاری انجام داد و بارها به مرگ نزدیک شد و معمولاً در سنا حاضر نمی‌شد. در این دوره او کتابی تاریخی به نگارش درآورد که در سال ۱۹۵۷ جایزه پولیتزر را به خاطر آن دریافت کرد.

## پشتیبانی خانواده کندی از مک‌کارتی
سناتور جوزف مک‌کارتی با خانوادهٔ کندی ارتباط خوبی داشت. حتی قبل از شهرت مک‌کارتی او از دوستان نزدیک جوزف پ. کندی بود. جوزف کندی هزاران دلار به مک‌کارتی کمک کرده و یکی از مهم‌ترین طرفدارانش بود. مک‌کارتی در اواخر دههٔ ۱۹۴۰ میلادی، بارها مهمان کندی‌ها بود و در دوره‌ای با «پاتریشیا کندی» (خواهر جان کندی) رابطه داشت.
در سال ۱۹۵۳ به درخواست جوزف پ. کندی، مک‌کارتی، رابرت کندی را در سن ۲۷ سالگی در رده‌ای بالا استخدام کرد. در ۱۹۵۴ وقتی سنا تصمیم به محکومیت مک‌کارتی داشت، سناتور کندی به تناقضی برخورد. او در این زمان گفت: «چگونه می‌توانم رأی به اخراج جو مک‌کارتی بدهم، آن هم برای کارهایی که او در زمانی انجام داده که برادر خودم جز خدمه‌اش بوده‌است؟»
گرچه در آن زمان رابرت کندی با یکی از خدمهٔ مک‌کارتی، روی کوهن، مشکلاتی پیدا کرده بود و از همکاری با مک‌کارتی استعفا داده بود. جان کندی پیش‌نویسی از سخنرانی در دفاع از اخراج مک‌کارتی را نوشت اما هرگز آن را ایراد نکرد. وقتی سنا در ۲ دسامبر ۱۹۵۴ به اخراج مک‌کارتی رأی داد کندی در بیمارستان بود و هرگز، چه در آن زمان و چه بعدها، اعلام نکرد که اگر در سنا بود به چه چیز رأی می‌داد.

## دورهٔ سناتوری در دههٔ ۱۹۵۰ میلادی
کندی از ۱۹۵۳ تا ۱۹۶۰ به مدت هفت سال سناتور بود. در ۱۹۵۲، کندی با شعار «کندی بیشتر به ماساچوست خدمت خواهد کرد» خود را کاندید سنا کرد. او با حدود ۷۰ هزار رأی بیشتر بر «هنری کابوت لودج پسر»، کاندید حزب جمهوری‌خواه، پیروز شد و به سنا راه یافت. در ۱۹۵۶ کندی در مجمع ملی حزب دموکرات خود را کاندید نیابت ریاست جمهوری کرد، اما شکست خورد و به جای او سناتور ایالت تنسی، «استس کفائور» ، انتخاب شد؛ اما تلاش‌های انتخاباتی او برای گرفتن این مقام باعث افزایش شهرتش در درون حزب گردید. در ۱۹۵۸، کندی اولین ویراست از کتابش، «ملت مهاجرین» را منتشر کرد.

## انتخابات ریاست جمهوری ۱۹۶۰

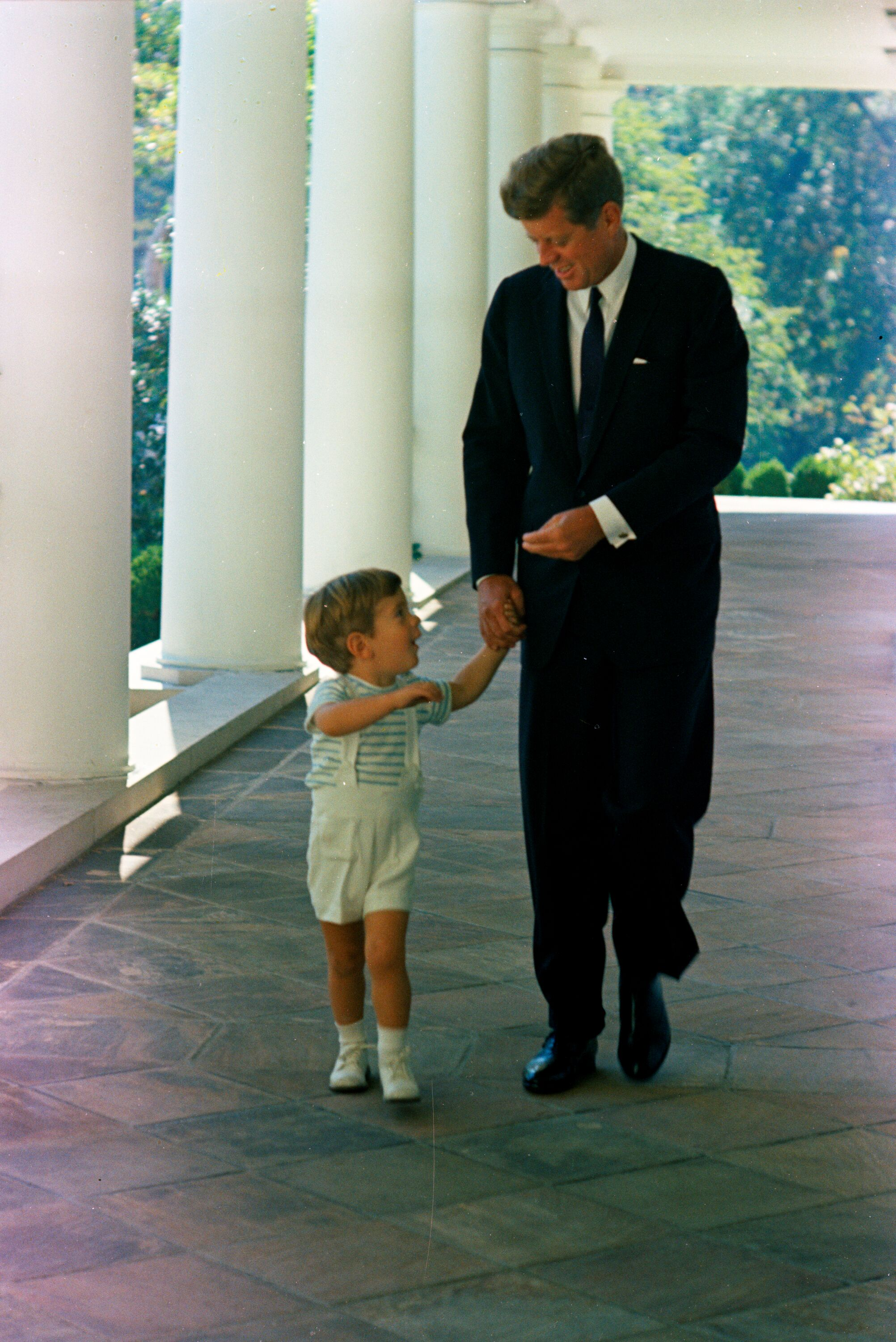
به همراه فرزند خود در کاخ سفید

در ۱۹۶۰، کندی اعلام کرد که قصد دارد برای ریاست جمهوری آمریکا کاندید شود. در انتخابات اولیهٔ درون حزبی او رقبایی چون سناتور هیوبرت هامفری از مینه‌سوتا، سناتور لیندون بی. جانسون از تگزاس و «آدلای استیونسون»، کاندید حزب دموکرات در انتخابات‌های ۱۹۵۲ و ۱۹۵۶ را در مقابل خود می‌دید. کندی در چند منطقهٔ کلیدی مانند ویسکانسین و ویرجینیای غربی در انتخابات اولیه پیروز شد. از آن‌جایی که ویرجینیای غربی به ایالتی با مردم محافظه‌کار و غالباً پروتستان مشهور بود که احتمال می‌رفت که به کندی کاتولیک رأی ندهند او به معدنی در این ایالت رفت و از کارگران معدن خواست به او رأی دهند. پس از پیروزی کندی در ویرجینیا بسیاری بر سر قبول او به عنوان کاندیدا موافقت کردند.
در ۱۳ ژوئیه ۱۹۶۰ حزب دموکرات رسماً اعلام کرد که کندی کاندید ریاست جمهوری این حزب است. کندی علی‌رغم جدال‌هایی که با جانسون در انتخابات اولیه داشت از او تقاضا کرد که به عنوان نایب رئیس‌جمهور به همراه او کاندید شود. او برای پیروزی در انتخاباتی که به نظر می‌آمد از سال ۱۹۱۶ به این طرف نزدیک‌ترین انتخابات باشد، به محبوبیت جانسون در جنوب نیاز داشت. مهم‌ترین مسائل انتخاباتی در آن سال شامل چگونگی به حرکت درآوردن دوبارهٔ اقتصاد، کاتولیک بودن کندی، کوبا و چگونگی رقابت فضایی و موشکی با شوروی می‌شد. او برای این‌که اذهان را از فکر این‌که کاتولیسیسم رومی او بر تصمیم‌گیری‌هایش تأثیر می‌گذارد رها کند، در ۱۲ سپتامبر ۱۹۶۰ سخنرانی معروفی در هیوستون، تگزاس ایراد کرد؛ «من کاندیدای کاتولیک نیستم. من کاندیدایی از حزب دموکرات هستم که اتفاقاً کاتولیک نیز هست! در مسائل عمومی من از طرف کلیسایم صحبت نمی‌کنم و کلیسا نیز از طرف من صحبت نمی‌کند.»
در سپتامبر و اکتبر کندی به همراه کاندیدای حزب جمهوری‌خواه، ریچارد نیکسون که پیشتر سمت معاون آیزنهاور را داشت، مناظراتی تلویزیونی برگزار کرد که اولین مناظرات تلویزیونی ریاست جمهوری در تاریخ آمریکا بودند. معروف است که نیکسون در این مباحثات عصبی و خیس عرق بود در حالی که کندی آرام و با متانت بود و همین از عوامل پیروزی او شد. بعضی‌ها حتی می‌گویند در مباحثات رادیویی نیکسون تأثیرگذارتر از کندی بود اما در تلویزیون این برعکس بود. به‌هرحال این مناظرات تلویزیونی نقطهٔ مهمی در تاریخ سیاسی آمریکا هستند زیرا از این به بعد بود که تلویزیون نقش مهمی در سیاست بازی کرد و جلوهٔ خوب مقابل دوربین از ملزومات کاندیداهای ریاست جمهوری شد.
در انتخابات نهایی در ۸ نوامبر ۱۹۶۰، کندی در جدالی بسیار نزدیک، نیکسون را مغلوب کرد.

## ریاست‌جمهوری
کندی در ۲۰ ژانویه ۱۹۶۱، به عنوان سی و پنجمین رئیس‌جمهور آمریکا سوگند یاد کرد. او در سخنرانی افتتاحیهٔ معروفش از آمریکایی‌ها خواست که شهروندانی فعال باشند. او گفت: «نپرسید کشورتان چه می‌تواند برای شما بکند، بلکه بپرسید شما چه می‌توانید برای کشورتان بکنید». او همچنین از ملل دنیا خواست که به هم بپیوندند تا با «دشمنان مشترک انسان: استبداد، فقر، بیماری و خود جنگ» بجنگند.

### سیاست‌های خارجی

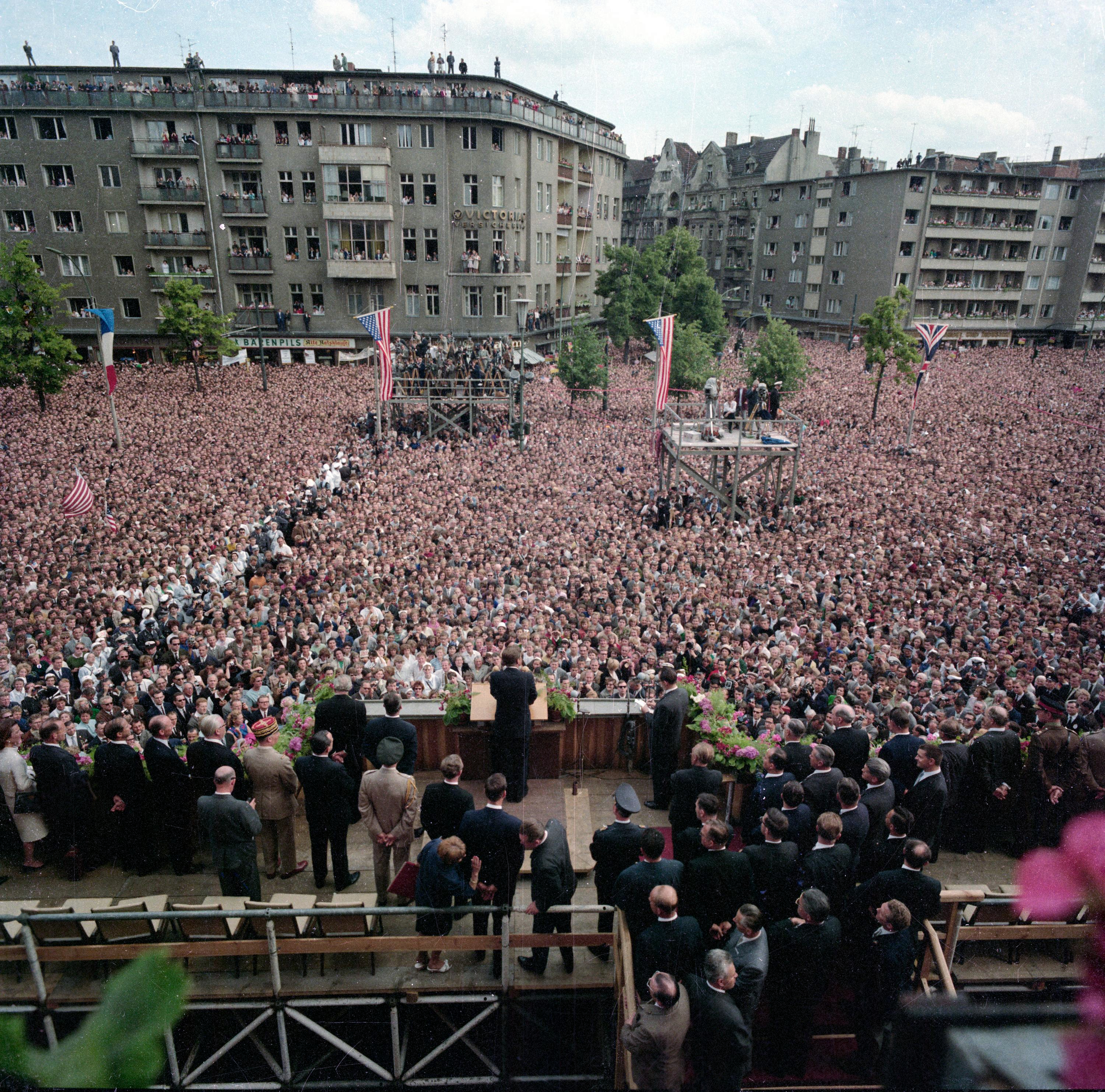
سخنرانی کندی در برلین در ۱۹۶۳

در ۱۷ آوریل ۱۹۶۱، کندی دستور حمله به کوبا به منظور تسخیر این کشور را صادر کرد. با همکاری سازمان سیا، ۱۵۰۰ تبعیدی کوبایی که در آمریکا آموزش دیده بودند تحت عنوان «بریگاد ۲۵۰۶» به قصد براندازی حکومت کاسترو به جزیره رفتند اما سیا پشتیبانی مردمی کاسترو را دست کم گرفته بود. مردم برخلاف انتظار از این حمله استقبال نکردند. در دو روز بعد و تا ۱۹ آوریل، دولت کاسترو اکثر تبعیدی‌های مهاجم را دستگیر کرده یا کشته بود و کندی برای آزادی ۱۱۸۹ نفر باقی‌مانده مجبور به مذاکره با کوبا شد. پس از گذشت ۲۰ ماه کوبا با دریافت محموله‌های غذا و دارو به ارزش ۵۳ میلیون دلار مهاجمان را آزاد کرد. این یک رسوایی بزرگ برای کندی بود اما او تمام مسئولیت آن را پذیرفت.
در ۱۳ اوت ۱۹۶۱، دولت آلمان شرقی شروع به ساختن دیوار برلین و جدایی برلین شرقی از قسمت غربی این شهر کرد. این امر به علت حضور نظامی آمریکا در برلین غربی بود. کندی مدعی شد که این برخلاف توافقات «چهار قدرت» است ولی با این حال جلوی احداث و پیشروی آن تا طول ۱۵۵ کیلومتری را نگرفت و مخالفتی جدی با این قضیه نکرد.
بحران موشکی کوبا در ۱۴ اکتبر ۱۹۶۲ شروع شد. این بحران وقتی شروع شد که هواپیماهای جاسوسی آمریکایی از پایگاه‌های موشک‌های هسته‌ای میان‌برد شوروی در کوبا تصاویری تهیه کردند که استقرار موشک‌های شوروی در کوبا را مشخص می‌نمود. کندی در مقابل دوراهی مهمی قرار گرفته بود. اگر آمریکا به این پایگاه‌ها حمله می‌کرد جنگ جهانی هسته‌ای با شوروی به سادگی آغاز می‌شد و اگر دست به هیچ اقدامی نمی‌زد باید خطر وجود سلاح‌های هسته‌ای در چند کیلومتری خودش را می‌پذیرفت. خطر دیگر این بود که آمریکا به عنوان نیروی ضعیف‌تر، آن‌هم در نیم‌کرهٔ خودش، شناخته شود. بسیاری از مقامات نظامی و کابینهٔ کندی خواستار حملهٔ هوایی بودند اما کندی تنها دستور به قرنطینهٔ دریایی داد و تمام کشتی‌ها را مورد بازرسی قرار داد. او شروع به مذاکراتی با شوروی کرد و تنها یک هفته بعد با رهبر وقت شوروی، نیکیتا خروشچف، به توافق رسید. خروشچف توافق کرد که موشک‌ها را از کوبا بیرون ببرد و آمریکا قول داد که هرگز به کوبا حمله نکند. همچنین در بند مخفی توافق قرار بر این شد که آمریکا تا شش ماه دیگر موشک‌های خود را از ترکیه خارج کند. پس از این حادثه که بیش از هر زمانی (حتی تا به امروز) در تاریخ، جهان را به جنگ هسته‌ای نزدیک کرد، کندی در مقابله با اتحاد شوروی بیشتر مراقب بود و تصمیم و سیاست بسیار خوبی را در این موضوع بسیار خطرناک و حساس اتخاذ کرد.
کندی با اعلام این‌که «آنانی که انقلاب صلح‌آمیز را غیرممکن کنند، انقلاب خشونت‌آمیز را گریزناپذیر می‌کنند» با کمونیسم در آمریکای لاتین مبارزه می‌کرد. او «اتحاد برای پیشروی» را تأسیس کرد و کمک‌های مالی بسیاری به کشورهای آمریکای لاتین داد تا از انقلاب‌های کمونیستی در آن‌ها جلوگیری کند. او برای جا افتادن «اتحاد برای پیشروی» با فرماندار وقت پورتوریکو، «لوئیز مونوژ مارین،» همکاری نزدیکی داشت.
مثال دیگری از باور ظاهری کندی به قدرت غیرنظامی برای پیشرفت جهان تأسیس «نیروهای صلح» بود. در این برنامه که تا به امروز نیز ادامه دارد، آمریکایی‌های داوطلب به ملل در حال توسعهٔ جهان در اموری چون تحصیلات، کشاورزی، پزشکی و ساخت و ساز کمک می‌کردند.
کندی همچنین در مقابله با کمونیسم از نیروی نظامی محدودی استفاده می‌کرد، اما به‌هرحال او نیز همچون رؤسای جمهور قبلی در مقابله با گسترش کمونیسم مصمم بود و پیرو سیاست‌های قبلی آمریکا حمایت اقتصادی، سیاسی و نظامی از حکومت ویتنام جنوبی را ادامه داد. این حمایت شامل فرستادن مشاوران نظامی و نیروهای ویژه به منطقه نیز می‌شد. حضور آمریکا در منطقه مدام افزایش می‌یافت تا این‌که در دورهٔ پس از کندی نیروهای رسمی آمریکا رسماً در جنگ ویتنام درگیر شدند.
در ۲۶ ژوئن ۱۹۶۳، کندی به دیدار برلین غربی رفت و سخنرانی بسیار معروفی در ضدیت با کمونیسم ایراد کرد. هنگام سخنرانی کندی بعضی از مردم در سمت دیگر دیوار در برلین شرقی تجمع کرده بودند و با تشویق کندی عدم تمایل خود به تحت کنترل شوروی بودن را ابراز می‌کردند. کندی ساخت دیوار برلین را به عنوان مثالی از شکست کمونیسم عنوان کرد و گفت: «آزادی مشکلات بسیار دارد و دموکراسی کامل نیست، اما ما هیچ‌وقت مجبور به ساختن دیواری برای نگه‌داشتن مردم‌مان در کشور نبوده‌ایم!». این سخنرانی به خاطر جملهٔ «ایش بین آین برلینر» (به آلمانی: Ich bin ein Berliner)(در آلمانی: «من یک برلینی هستم») که از سوی کندی ایراد شد، بسیار معروف است.
کندی همچنین پیشنهاد دهندهٔ اصلی «معاهدهٔ محدودیت آزمایش» را داشت که طبق آن آزمایش اتمی در زمین، در اتمسفر و زیر آب ممنوع بود و تنها آزمایش‌های زیرزمینی مجاز شمرده می‌شدند. آمریکا، بریتانیا و شوروی هر سه این معاهده را امضا کردند و در اوت ۱۹۶۳ کندی آن را به قانون رسمی تبدیل کرد. او این معاهده را از بزرگ‌ترین دستاوردهای دوران خود می‌دانست.
او در سال ۱۹۶۳ در سفر به ایرلند به همراه رئیس‌جمهور وقت ایرلند، اآمون ده والرا، «بنیاد آمریکا و ایرلند» را تأسیس کردند. هدف این بنیاد ایجاد ارتباط بیشتر بین آمریکایی‌های ایرلندی‌الاصل و کشور ایرلند بود.
جان اف. کندی، ساعاتی پیش از امضا کردن قانون تحریم‌های کوبا، تعداد ۱۲۰۰ سیگار برگ برند کوبایی «H. Upmann» را خریداری کرد.

### سیاست‌های داخلی
کندی برای اشاره به برنامهٔ داخلی خود از عبارت «خط مقدم جدید» استفاده می‌کرد. او از تخصیص بودجهٔ فدرال به تحصیلات و مراقبت‌های پزشکی برای سالمندان و دخالت دولت در مبارزه با بحران اقتصادی خبر داد. کندی همچنین قول پایان تبعیض نژادی را داد.
دادگاه عالی آمریکا در ۱۹۵۴ حکم به ممنوعیت جداسازی نژادی در مدارس عمومی را داده بود، اما هنوز نه تنها بسیاری از مدارس از این قانون سرپیچی می‌کردند، بلکه هنوز بسیاری از اتوبوس‌ها، رستوران‌ها، سینماها و دیگر اماکن عمومی نیز جداسازی می‌شدند.
کندی مبارزهٔ رسمی برای حقوق مدنی را در کمپینی در سال ۱۹۶۲ برای رأی‌دهندگان سیاه‌پوست آغاز کرد.
در ۱۹۶۲، «جیمز مردیث» تصمیم گرفت که در دانشگاه می‌سی‌سی‌پی تحصیل کند، اما دانش‌آموزان سفیدپوست مانع او شدند. کندی ۴۰۰ مارشال فدرال و ۳۰۰۰ نیروی رسمی را به دانشگاه فرستاد تا از اینکه مردیث به راحتی اولین کلاس خود را می‌گذراند، اطمینان کسب شود.
کندی همچنین مارشال‌های فدرالی را برای دفاع از «رانندگان آزادی» منصوب کرد.

خوش‌آمدگویی کندی به محمدرضا پهلوی در سفر وی به آمریکا در سال ۱۳۴۱

کندی از حقوق مدنی و انتگراسیون نژادی دفاع می‌کرد و در کمپین انتخاباتی‌اش در ۱۹۶۰ به «کورتا اسکات کینگ»، همسر مارتین لوتر کینگ جونیور که در زندان به سر می‌برد، تلفن کرد که باعث محبوبیت بیشتر او بین جامعهٔ سیاهپوستان شد؛ اما کندی وقتی به ریاست جمهوری رسید مخالفت‌هایی با جنبش حقوق مدنی ابراز کرد. او معتقد بود که این جنبش تنها سفیدپوستان جنوبی را بیشتر عصبانی می‌کند و تصویب قانون‌های حقوق مدنی در کنگره‌ای که اکثریتش با دموکرات‌های جنوبی بود را سخت‌تر می‌کند.
در ۱۱ ژوئن وقتی فرماندار وقت آلاباما، جورج والاس از ورود دو دانشجوی سیاه به دانشگاه آلاباما جلوگیری کرد. کندی، مارشال‌های فدرال خود را برای مقابله با او به آلاباما فرستاد. عصر همان روز کندی سخنرانی معروفی در تلویزیون و رادیو در دفاع از حقوق مدنی ارائه داد. کندی، پیشنهاد تصویب قانونی را داد که بعدها و پس از مرگ او به عنوان «اعلامیه حقوق مدنی ۱۹۶۴» معروف شد.
در ۱۹۶۳، کندی پیشنهاد اصلاحاتی مالیاتی را داد که در پس از مرگش و در ۱۹۶۴ توسط کنگره تصویب شدند. این یکی از بزرگ‌ترین کاهش‌های مالیاتی در تاریخ آمریکا بود که حتی از کاهش مالیاتی ریگان در ۱۹۸۱ نیز فراتر است.

### حمایت از برنامه‌های فضایی

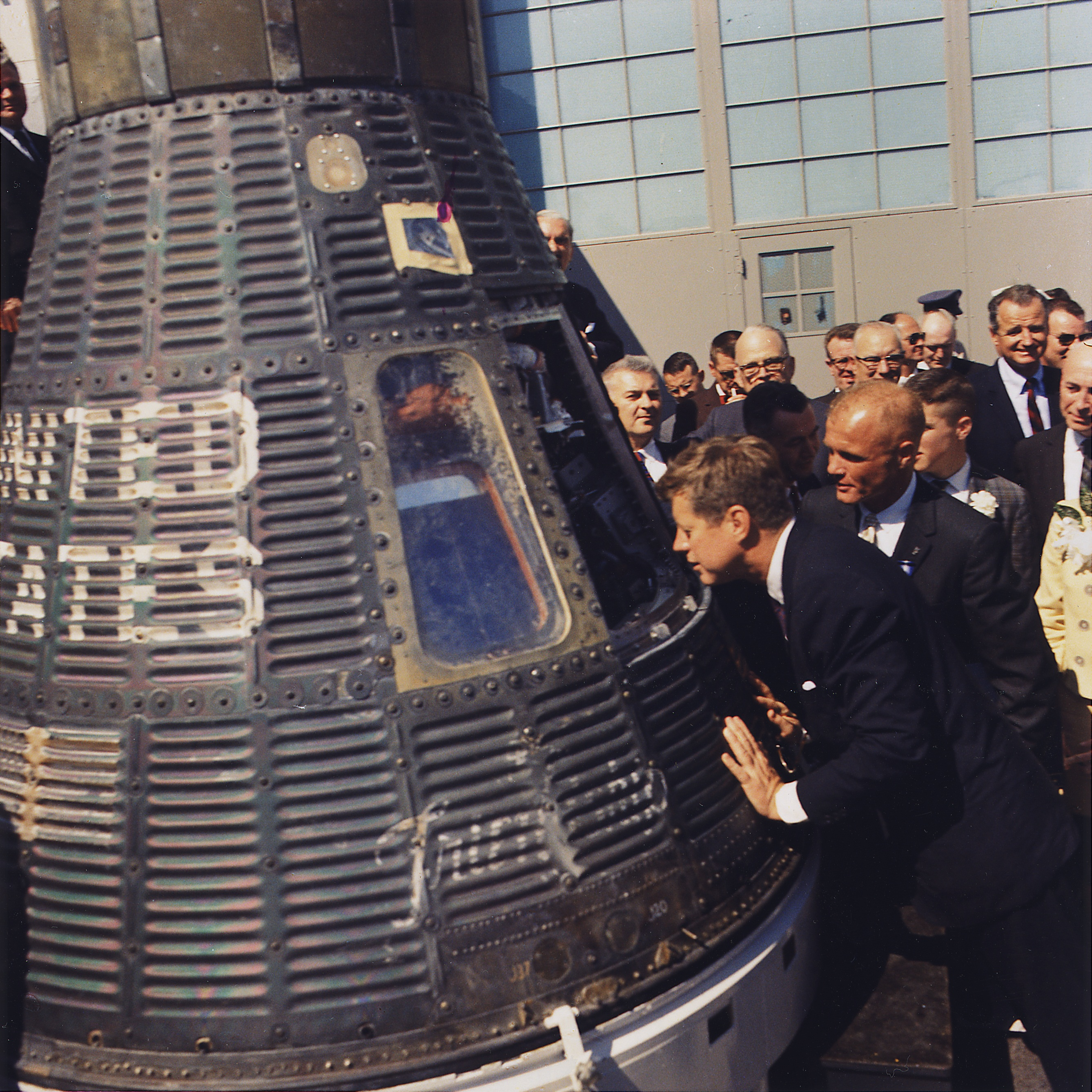
کندی در حال بازدید از کپسول فضاپیمای مرکوری

کندی مصمم بود که آمریکا باید در مسابقهٔ فضایی پیروز باشد. اتحاد شوروری در دانش فضایی از آمریکا جلوتر بود و کندی دریافت که آمریکا نمی‌تواند به پای شوروی برسد. او در سخنرانی در دانشگاه رایس در ۱۹۶۲ گفت: «هیچ ملتی که انتظار رهبری ملل دیگر را داشته باشد نمی‌تواند از این مسابقهٔ فضایی عقب بماند» و «ما می‌خواهیم در این دهه به ماه برویم و این‌ها، نه به خاطر این‌که این‌ها کارهای آسانی هستند که به این خاطر که کارهایی سخت هستند!».
کندی از کنگره خواست که بودجه‌ای به ارزش بیش از ۲ میلیارد دلار را برای پروژهٔ آپولو تصویب کند. هدف این پروژه فرستادن انسان به کرهٔ ماه پیش از پایان دهه بود. در ۱۹۶۹، شش سال پس از مرگ کندی و پس از صرف ۱۱ میلیارد دلار، این هدف با قدم گذاشتن نیل آرمسترانگ و باز آلدرین به کرهٔ ماه برآورده شد.
قطعه‌هایی از سخنرانی روز ۲۵ مه ۱۹۶۱ کندی در مورد قصد آمریکا برای فرود آمدن بر ماه در ترانهٔ «آپولو» که توسط گروه آلن پارسونز پراجکت در ۱۹۹۶ خوانده شد استفاده شده‌اند.

### انتصابات در دادگاه عالی
کندی دو نفر را به دادگاه عالی آمریکا منصوب کرد؛ «بیران رایموند وایت» و آرتور جوزف گولدبرگ (هر دو انتصاب به سال ۱۹۶۲).

### زندگی اجتماعی و خانواده

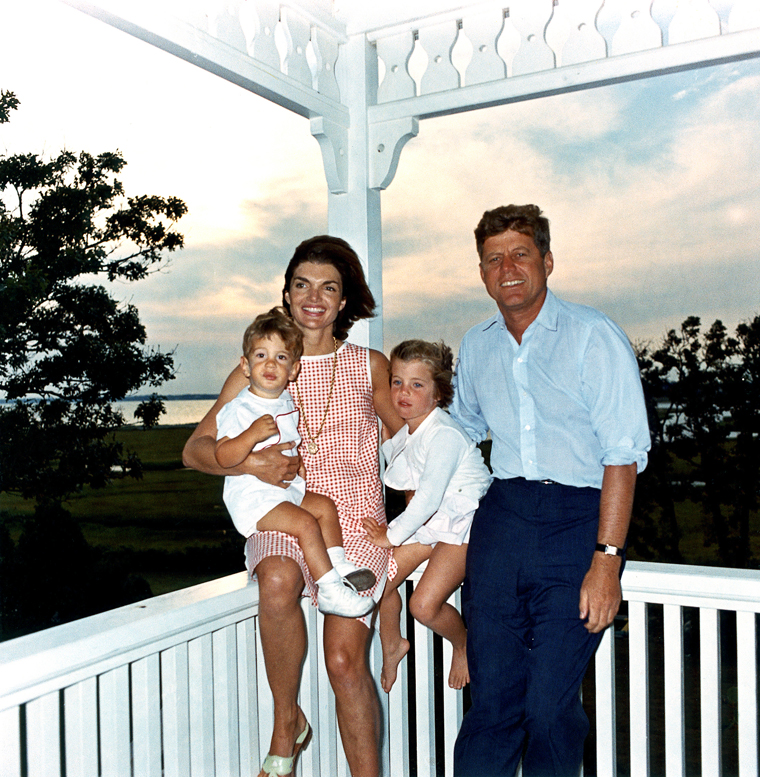
به‌همراه خانواده خود در سال ۱۹۶۲

کندی و همسرش «جکی» (ژاکلین) نسبت به رئیس‌جمهوری‌ها و بانوان اول پیشین آمریکا بسیار جوان بودند و در محبوبیت بیشتر به ستاره‌های موسیقی و سینما می‌ماندند تا سیاست‌مداران. مدل‌های لباس آنان همه جا استفاده می‌شد و نشریات عامه‌پسند از عکس‌های آنان پر بود.
کندی فضا و محیط کاخ سفید را عوض کرد. او باور داشت که کاخ سفید باید مکانی برای جشن گرفتن تاریخ، فرهنگ و دستاوردهای آمریکا باشد و هنرمندان، نقاشان، نویسنده‌ها، دانش‌مندان، شاعران، موسیقی‌سازان، بازیگرها، برندگان نوبل و ورزشکاران بسیاری را به کاخ سفید دعوت می‌کرد. ژاکلین کندی نیز با تعویض فضای هنری و مبلمان کاخ سفید تقریباً تمام اتاق‌هایش را مجدداً تزئین کرد.
همچنین حضور دو فرزند جوان کندی، «کارولین» و «جان کندی پسر»، فضای کودکانه‌تری به کاخ سفید آورد. کندی‌ها بیرون محوطهٔ کاخ سفید یک کودکستان، استخر شنا و خانهٔ درختی تأسیس کردند.
در پشت این ظاهر پر زرق و برق کندی‌ها مشکلات کمی نیز نداشتند و با تراژدی‌های خانوادگی بسیاری روبه‌رو بودند. ژاکلین در ۱۹۵۵ موردی از سقط جنین داشت و در ۱۹۵۶ دختر مرده‌ای به دنیا آورد. (این دختر بدون نام بود و در گورستان ملی آرلینگتون در کنار والدین‌شان به خاک سپرده شده اما می‌گویند که کندی‌ها می‌خواستند نام او را «آرابللا» بگذارند). تراژدی دیگر مرگ کودک تازه به دنیا آمده‌شان «پاتریک بویر کندی» در اوت ۱۹۶۳ بود.
کاریزمای کندی و خانوادهٔ او باعث شد که دورهٔ ریاست جمهوری او را با نام «کاملاوت» بشناسند. این نام‌گذاری وقتی اعتبار بیشتری یافت که بعدها بیوهٔ کندی از علاقهٔ شوهرش به نمایش موزیکالی به همین نام در برادوی صحبت کرد.

## ترور و پیامدهای آن

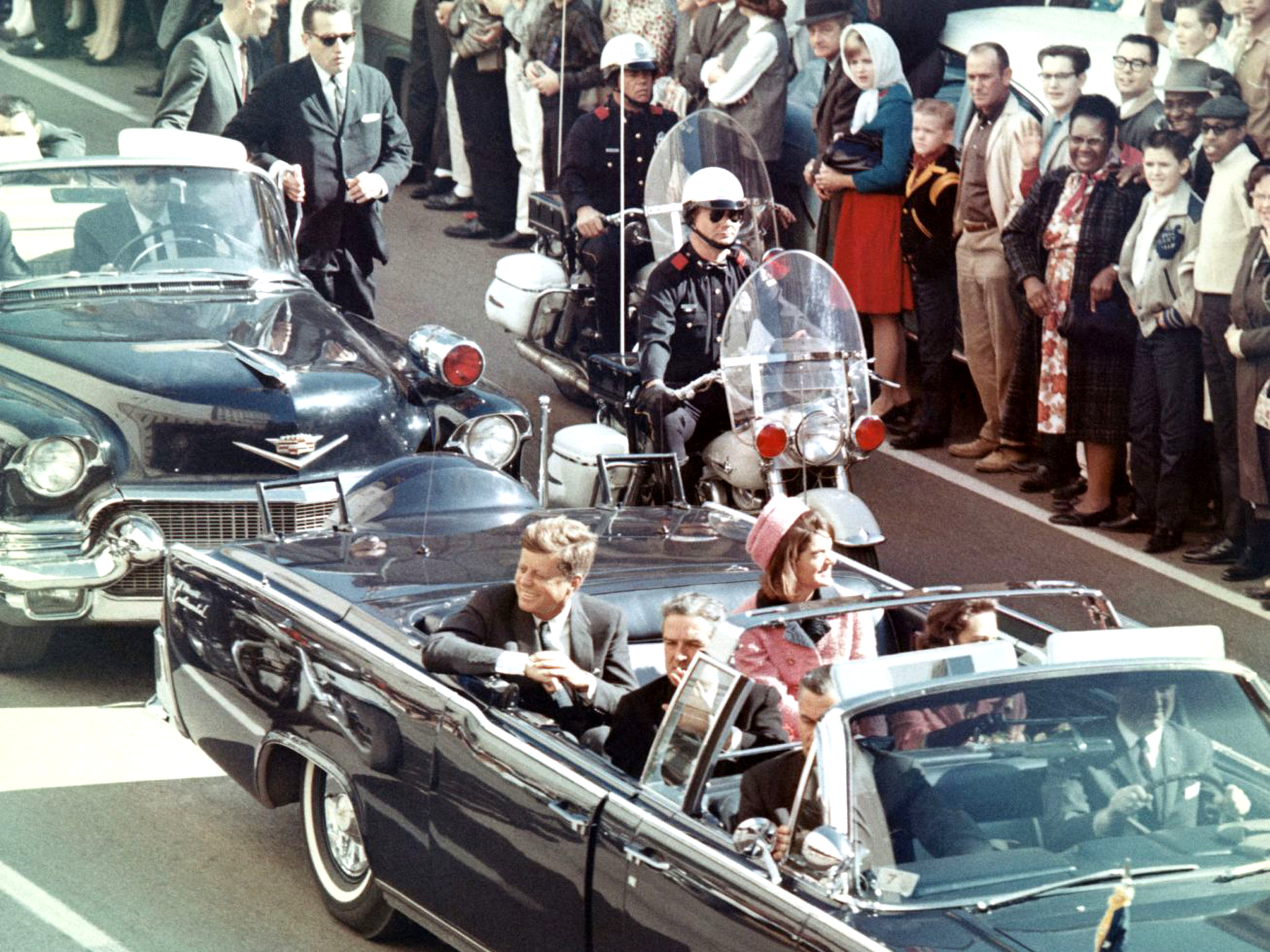
کاروان موتوری کندی در دالاس، چند دقیقه پیش از تیراندازی

کندی در روز جمعه ۲۲ نوامبر ۱۹۶۳ در ساعت ۱۲:۳۰ بعد از ظهر در دالاس، تگزاس به قتل رسید. «لی هاروی اسوالد» در ساعت ۷ بعد از ظهر همان روز به جرم قتل یک مأمور پلیس دالاسی مجرم شناخته شد و در ساعت ۱۱:۳۰ شب به عنوان قاتل رئیس‌جمهور معرفی شد. اسوالد تنها دو روز بعد در ایستگاه پلیس دالاس توسط «جک روبی» به قتل رسید.
«لی هاروی اسوالد» اعلام کرد که او به کسی تیراندازی نکرده و مدعی شد که دارند از او به عنوان «طعمه» استفاده می‌کنند. او مدعی شد که عکسی که او را با سلاح قتاله نشان می‌داد جعلی است و صورت او را به بدن کس دیگری چسبانده اند. به دلیل مرگ او، بی‌گناهی یا مجرمی‌اش هرگز در دادگاهی اثبات نشد. بعضی منتقدان می‌گویند که اسوالد هیچ نقشی در این ترور نداشته است.
۵ روز پس از مرگ اسوالد رئیس‌جمهور جدید، لیندون ب. جانسون، «کمیسیون وارن» را تشکیل داد تا پروندهٔ این ترور بیشتر بررسی شود. این کمیسیون نتیجه گرفت که اسوالد به تنهایی در قتل دست داشته‌است. تحقیقاتی که بعدها در دههٔ ۱۹۷۰ توسط «کمیتهٔ انتخابی مجلس برای ترورها» صورت گرفت نیز قاتل بودن اسوالد را تأیید کرد، اما این کمیته ادعا کرد که او احتمالاً تنها بخشی از دسیسه برای قتل رئیس‌جمهور بوده‌است. با این حال این کمیته مدرکی دال بر شرکت کس دیگری در این دسیسه ارائه نکرد.
منتقدان تئوری‌های بسیاری در چگونگی دقیق قتل کندی و مسئولان آن ارائه کرده‌اند که با همدیگر و با گزارش‌های رسمی دولت بسیار متفاوت هستند. از مهم‌ترین مسائلی که مطرح می‌شود می‌توان به تعداد گلوله‌ها، جهتی که گلوله‌ها از آن شلیک شدند، و این‌که کدام یک از گلوله‌ها به رئیس‌جمهور و کدام به فرماندار «جان کانلی» برخورد کرده، اشاره کرد.
کندی در خاطراتش هیتلر را ستوده‌است. طبق کتاب جدیدی به زبان آلمانی که دفترچه خاطرات رئیس‌جمهور آینده را استخراج می‌کند، جان اف. کندی در جوانی هیتلر را تحسین می‌کرد و احساس می‌کرد فاشیسم برای آلمان درست است. همین نیز باعث گمانی‌زنی ترور وی توسط لابیان یهودی آمریکا گردید.
تئوری‌های مختلف هر کدام کسی را مسئول مرگ کندی می‌دانند. معروف‌ترین این مسئولان فرضی از این قرارند: سیا، مافیا، کاگ‌ب، موساد، اشراقیون، فیدل کاسترو ، لیندون ب. جانسون (نایب رئیس‌جمهور) و نوعی ائتلاف نظامی-صنعتی به رهبری ژنرال‌های ارتش. فیلمی به نام جی‌اف‌کی توسط الیور استون در سال ۱۹۹۱ و در همین رابطه ساخته شده‌است. موضوع سریال ۱۱٫۲۲٫۶۳ و همچنین فیلم پارک‌لند در همین رابطه است.

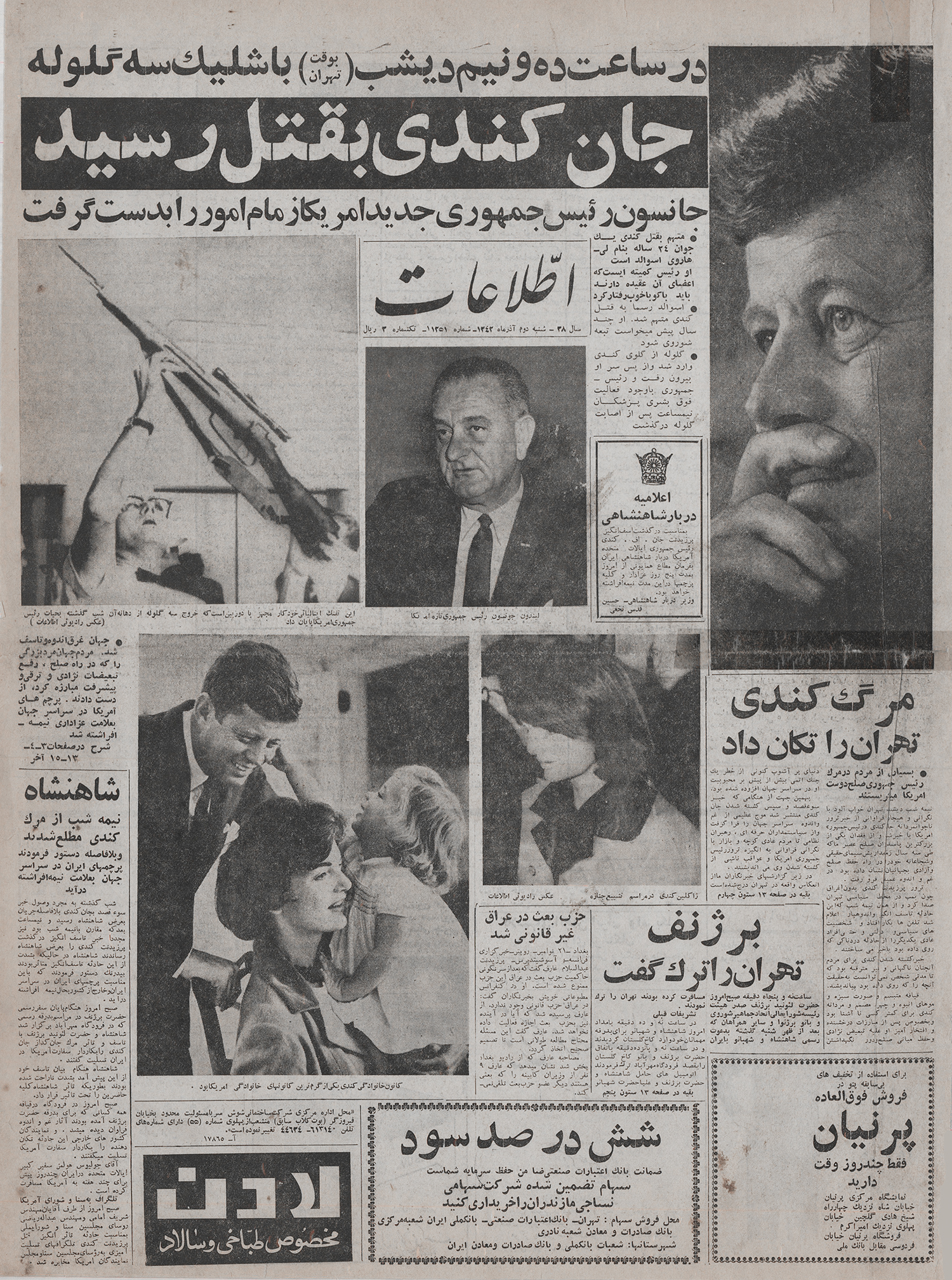
خبر ترور شدن جان کندی در روزنامه اطلاعات

## میراث و خاطره

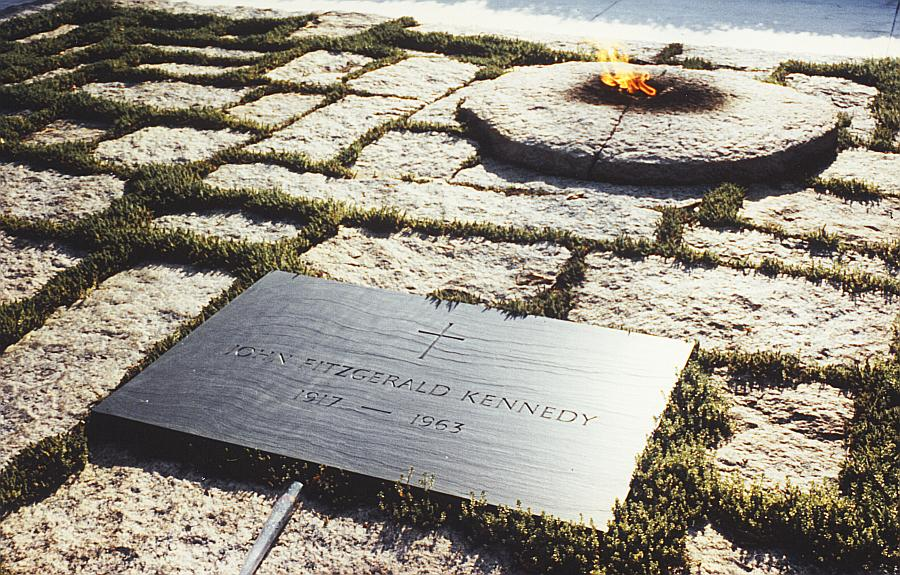
مقبره وی در ویرجینیا

تلویزیون مهم‌ترین منبع خبری آخرین اخبار از قتل جان اف. کندی بود تا جایی که روزنامه‌های فردا بیشتر از این‌که به عنوان منبعی برای اخبار باشند برای یادگاری مناسب بودند. شبکه‌های تلویزیونی آمریکا برای اولین بار به پوشش خبری ۲۴ ساعته روی آوردند. تشییع جنازهٔ کندی و قتل لی هاروی اسوالد به‌طور مستقیم از تلویزیون آمریکا و بعضی کشورهای دیگر پخش شدند. می‌توان گفت که از همین‌جا بود که تلویزیون به عنوان یک منبع خبری مهم در مقابل روزنامه‌ها قد علم کرد.
در ۱۴ مارس ۱۹۶۷ بدن کندی به قبر و مکان یادبود همیشگی در گورستان ملی آرلینگتون انتقال داده شد. سفیر سازمان ملل، آدلای استیونسون، اعلام کرد که «همهٔ ما اندوه مرگش را تا روز مرگ خود به همراه خواهیم داشت». کندی به همراه همسر و کودک مرده‌شان به خاک سپرده شده و قبر برادرانش رابرت و ادوارد نیز همان نزدیکی‌هاست. قبر او با شعله جاویدان تزئین شده‌است.
بسیاری از سخنرانی‌های کندی، به‌خصوص سخنرانی افتتاحیه‌اش، از معروف‌ترین سخنرانی‌های تاریخ به‌شمار می‌روند و با وجود دوران نسبتاً کم ریاست جمهوری وی و عدم تغییر قانونی مهمی در زمان او معمولاً در کنار آبراهام لینکلن، جورج واشینگتن و فرانکلین د. روزولت به عنوان یکی از بهترین رئیس‌جمهورهای تاریخ آمریکا از طرف مردم برگزیده می‌شود.
یاد کندی به طرق مختلفی در فرهنگ آمریکا زنده نگاه داشته شده‌است. به افتخار یاد او، در ۲۴ دسامبر ۱۹۶۳، فرودگاه بین‌المللی «آدلاواید» نیویورک به فرودگاه بین‌المللی جان اف. کندی تغییر نام داد. ناو جنگی «یواس‌اس جان اف. کندی» در ۳۰ آوریل ۱۹۶۴ به یاد او شروع به کار کرد. دانشگاه جان اف. کندی در ۱۹۶۵ در پلزنت هیل، کالیفرنیا تأسیس شد. خانهٔ او در بروکلاین، ماساچوست جلوه‌ای تاریخی و ملی به‌شمار می‌رود.
کیپ کاناورال در ۱۹۶۳ به کیپ کندی تغییر نام داد اما بعدها و در ۱۹۷۳ دوباره به نام اصلی‌اش برگشت. همچنین صدها مدرسه در سراسر دنیا به افتخار کندی نامگذاری شده‌اند. «انجمن اخوت فی کاپا تتا» در انستیتو پلی تکنیک ووستر به کندی مقام «برادر» را اعطا کرد. در ایران یک میدان در ابتدای بزرگراه شهید چمران (پارک وی سابق) پس از ساخت به یادبود وی «میدان کندی» نام‌گذاری گردید که پس از انقلاب ۱۳۵۷ ایران به «میدان توحید» تغییر نام داده شد.

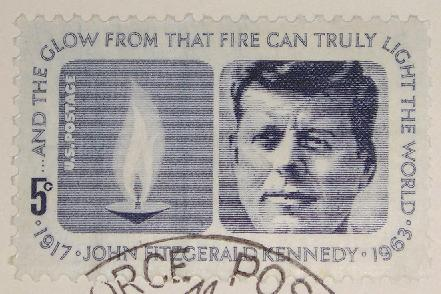
چاپ تمبر کندی در سال۱۹۶۴

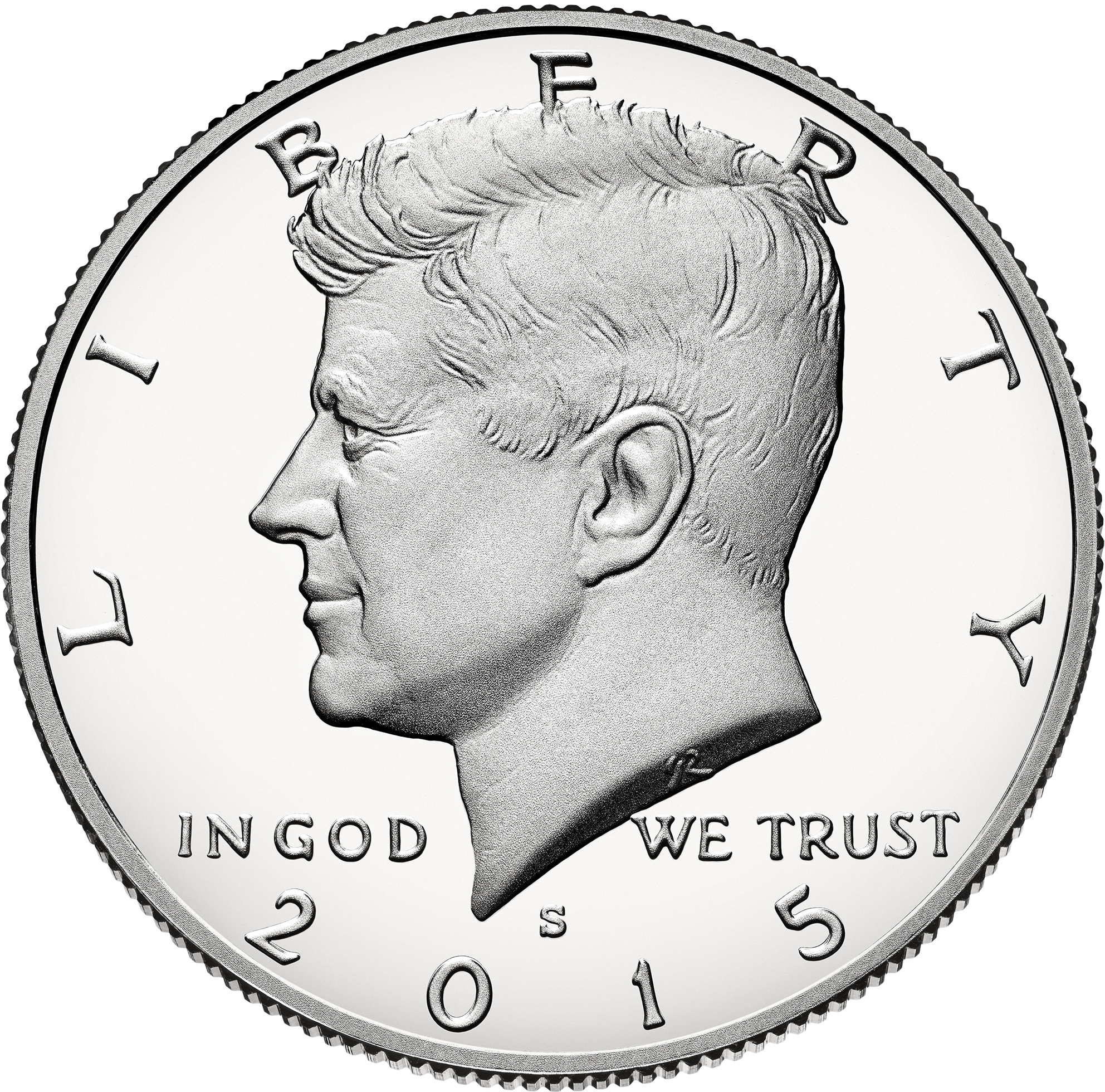
سکه ۵۰ سنتی با نیم‌رخ کندی

کندی پس از مرگ و در ۱۹۶۳ مدال رئیس‌جمهوری آزادی را دریافت کرد و چهرهٔ او هنوز بر سکهٔ نیم‌دلاری در آمریکا ضرب می‌شود.

## انتقادات
با وجود این‌که می‌توان کندی را از محبوب‌ترین ریاست‌جمهوری‌های تاریخ آمریکا خواند بسیاری از منتقدان بر این باورند که او لیاقت این محبوبیت را ندارد. آنان ادعا می‌کنند که او جوان و کاریزماتیک بود ولی فرصتی برای دستاوردهای بسیار در زمان ریاست جمهوری خود نیافت. با قبول این دلیل باید گفت که محبوبیت او بیشتر به این دلیل بود که بسیاری از برنامه‌هایی که نهایتاً بسیار به نفع مردم آمریکا شدند در زمان او آغاز گشتند. برخلاف اکثر رئیس‌جمهوران آمریکا دوران ریاست جمهوری او تقریباً از جنجال‌ها و رسوایی‌های مختلف به دور بود. اعلامیهٔ حقوق مدنی که او در ژوئن ۱۹۶۳ به کنگره داد بعدها توسط برادرش رابرت اف. کندی تا حدودی به کار بسته شد و در زمان لیندون ب. جانسون در ۱۹۶۴ کاملاً عملی شد.
زندگی خصوصی کندی نیز مورد انتقادات و گفتگوهای بسیاری است. مشکلات جدی سلامتی او که از عموم مردم پنهان می‌ماند (برای مثال بیماری آدیسون او)، داروهای بسیاری که مصرف می‌کرد، سابقهٔ طول و درازش در روابط عشقی پس از ازدواج همچون شایعاتی دربارهٔ ارتباط با مریلین مونرو (ستاره سینمای آن دوره) و ارتباطات غیرمستقیم با بعضی جنایت‌کاران از مسائلی است که منتقدان در مورد آن‌ها نوشته‌اند. کتاب «طرف سیاه کاملاوت» (۱۹۹۸) از سیمور هرش اثری کاملاً انتقادی به زندگی خصوصی کندی است. «
یکی از معروف‌ترین منتقدان کندی نوآم چامسکی است. کتاب او «تفکری دوباره به کاملاوت: جی اف کی، جنگ ویتنام و فرهنگ سیاسی آمریکا» (۱۹۹۳) تصویری جدید و کاملاً متضاد با تصویر عمومی دوران کندی می‌دهد. این کتاب بیشتر سیاست‌های کندی را نقد می‌کند و از زوایای تازه‌ای به نقد کندی می‌پردازد. به‌طور مشخص، چامسکی و بسیاری دیگر افزایش حضور نظامی آمریکا در ویتنام تحت تأثیر کندی را از کارهای منفی او می‌دانند.